# 2024 en aéronautique
Chronologie de l'aéronautique
- 2020
- 2021
- 2022
- 2023
- 2024
- 2025
- 2026
- 2027
- 2028

Cet article présente les faits marquants de l'année 2024 en aéronautique.

## Événements

### Janvier

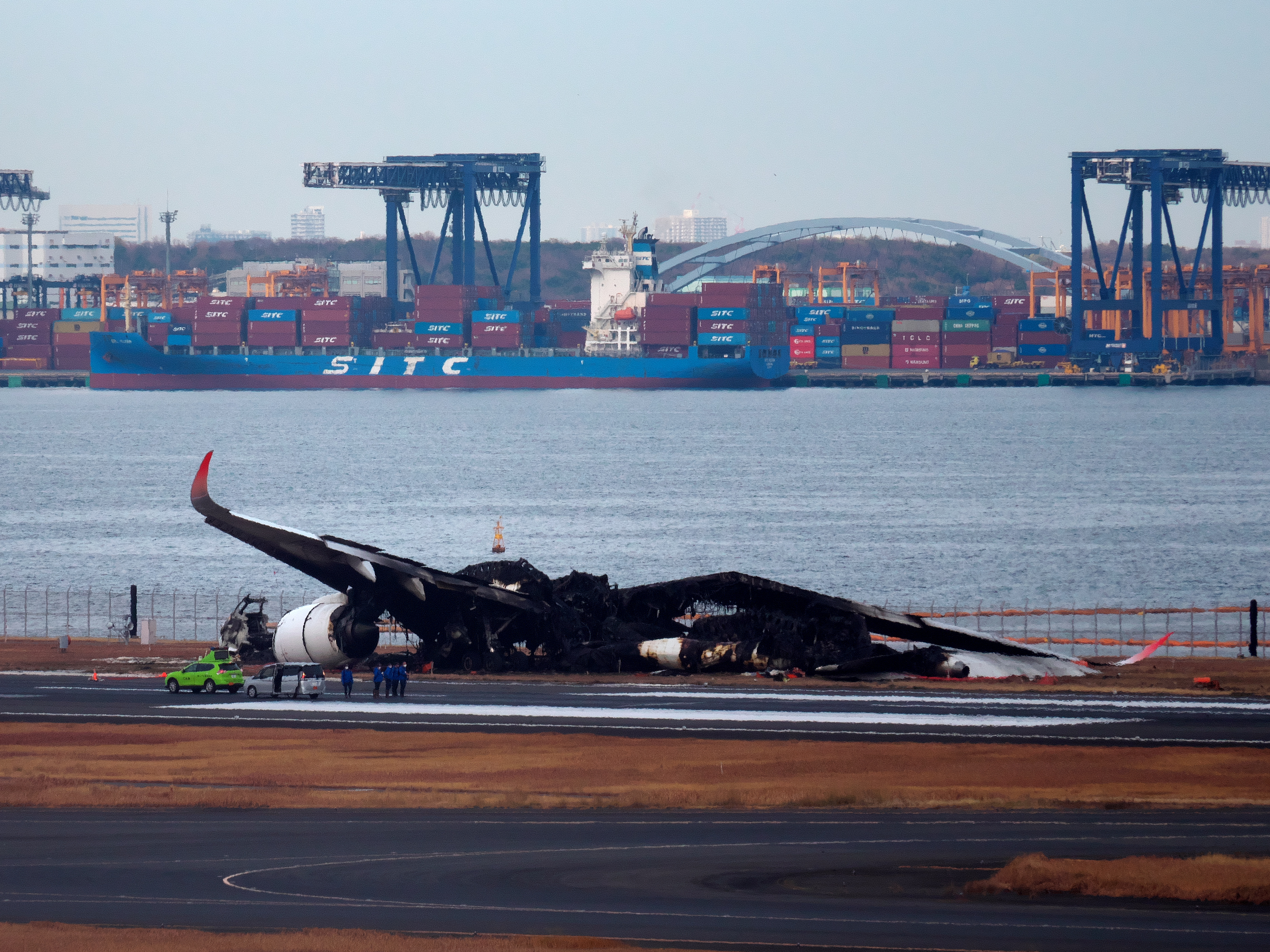
L'épave de l'Airbus A350, au lendemain de la collision du 2 janvier 2024 ayant entraîné l’incendie.

- 2 janvier : une collision au sol entre un Airbus A350-900 de la Japan Airlines et un Dash 8 de la garde côtière du Japon à l'aéroport international de Tokyo-Haneda au Japon fait 5 morts[1].
- 4 janvier : un bombardier B-1B Lancer du 28th Bomb Wing de l’US Air Force s’écrase alors qu’il tente d’atterrir sur la base aérienne d’Ellsworth dans le Dakota du Sud, à l’issue d’un vol d’entraînement. Les quatre membres de son équipage s’éjectent avant l’impact, lequel a provoqué une explosion, suivie par un incendie[2].
- 5 janvier : le Boeing 737 Max 9 assurant le vol Alaska Airlines 1282, un vol intérieur reliant Portland à Ontario, aux États-Unis, doit effectuer un atterrissage d'urgence après avoir perdu une porte d’évacuation d’urgence en plein vol[3]. Cela entraine la suspension des vols d'une part de cette flotte pour vérification, une chute des cours des actions de Boeing et une enquête de la Federal Aviation Administration[4].
- 14 janvier : 
  - un avion-radar Beriev A-50U et un poste de commandement aéroporté Iliouchine Il-22 de la force aérienne russe sont attaqués par des missiles au-dessus de la mer d'Azov[5]. Le premier est abattu avec onze ou douze personnes à bord et le second doit effectuer un atterrissage d'urgence sur l'aéroport d'Anapa. La force aérienne ukrainienne est crédité de l'attaque[6].
  - Le département de la Justice des États-Unis bloque le projet d'acquisition de Spirit Airlines par JetBlue pour 3,8 milliards de dollars, affirmant que cela créerait un manque de concurrence parmi les transporteurs à bas prix. Le cours de l'action de Spirit Airlines a chuté de 47 % après la prise de décision. Le 19 janvier, ces compagnies font appel de cette décision[7].
- 23 janvier : 
  - un British Aerospace JetstreamJ 32 de Northwestern Air s’écrase juste après son décollage de Fort Smith dans les Territoires du Nord-Ouest, tuant 10 des 11 personnes dont les pilotes et un seul survivant sur les passagers[8].
  - un avion de transport militaire Iliouchine Il-76 de la force aérienne russe s'écrase à Yablonovo dans l'Oblast de Belgorod. Les autorités russes déclarent - avec les réserves qu'il convient d'avoir sur une éventuelle propagande - qu'il transportait 65 prisonniers de guerre de l'armée ukrainienne, six membres d'équipage et trois accompagnateurs. Le président de la Douma d'État déclare qu'il a été abattu par un missile ukrainien[9].
- 31 janvier 2024 :
  - Un F-16 de la 8th Fighter Wing de l'USAF est en difficulté au-dessus de la côte sud-ouest de la Corée du Sud conduisant le pilote à s'éjecter. L’avion s’est alors écrasé dans la mer Jaune[10].
  - Livraison du 250e Honda HA-420 HondaJet[11].

### Février
- 8 février : annonce de l'abandon du programme d'hélicoptère d'attaque Future Attack Reconnaissance Aircraft par l'armée des États-Unis[12].
- 21 février : premier vol de l'avion de combat turc TAI TF Kaan d'une durée de 13 minutes depuis la base aérienne de Mürted, à 35 km au nord-ouest d’Ankara, avec le pilote d’essais Barbaros Demirbaş aux commandes[13].
- 20 février au 25 février : salon aéronautique de Singapour
- 23 février : un avion-radar Iliouchine A-50 de l'armée de l'air russe est abattu par missiles au-dessus du district de Kanevskoy dans le Kraï de Krasnodar[14].
- 27 février : l'aéronef de cinq places Prosperity ADAVe de AutoFlight effectue le premier vol de démonstration de taxi volant électrique interurbain au monde entre les villes de Shenzhen et Zhuhai, le trajet de 50 km est autonome[15].

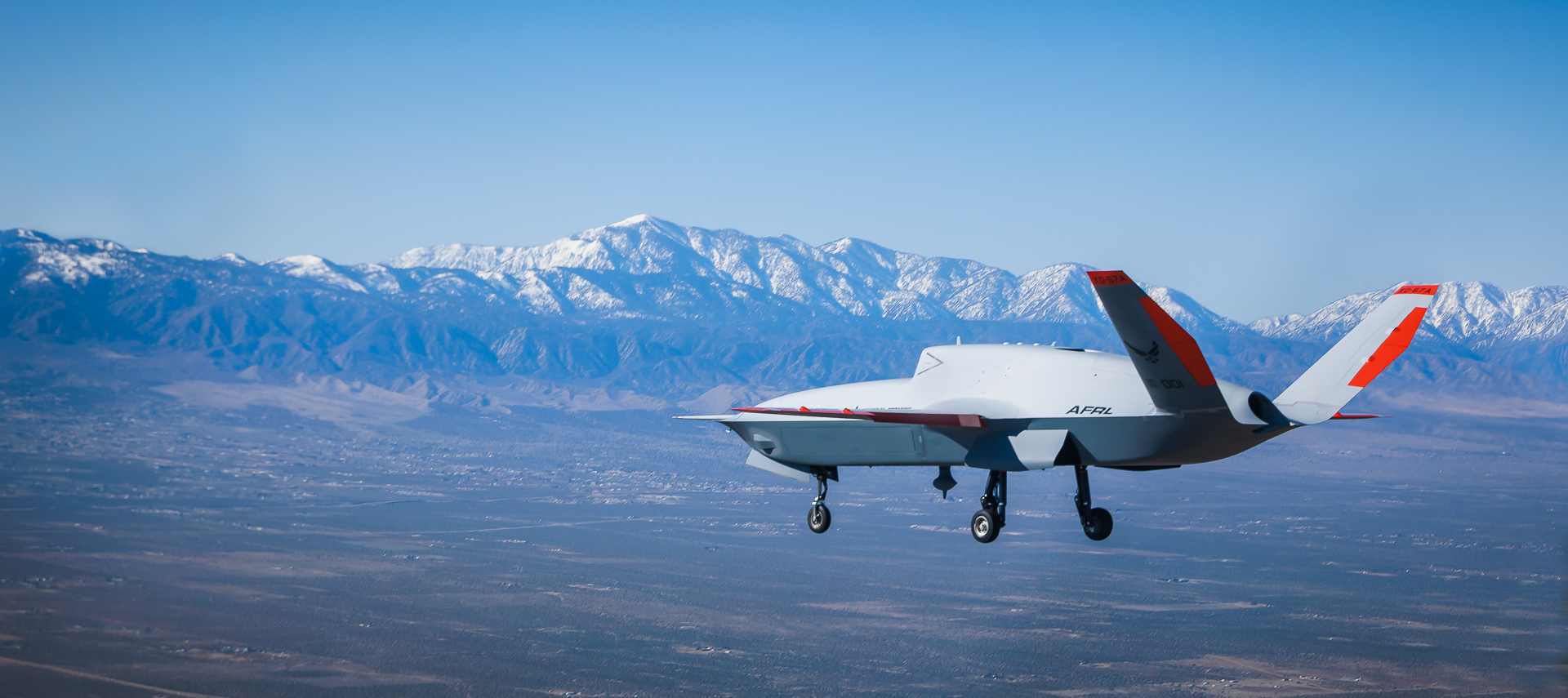
Premier vol du drone XQ-67A.

- 28 février ; premier vol du drone de combat General Atomics XQ-67A « Gambit » depuis le Grey Butte Field Airport (en) en Californie[16]
- 29 février 2024 : retrait du service des C-130 Hercules de la force aérienne brésilienne qui les exploitent depuis 1965[17]

### Mars
- 5 mars : JetBlue annule son projet de fusion avec Spirit Airlines annoncé en 2022 à la suite d'une décision de justice de janvier 2024. Elle versera 69 millions de dollars à Spirit Airlines pour régler toutes les questions en suspens[18].
- 7 mars : un Boeing 777 de United perd une roue au décollage. Aucune victime n'est à déplorer.
- 9 mars : le véhicule hypersonique d'essais Talon A effectue son premier vol motorisé depuis le Roc Stratolaunch décollant de l'aéroport et port spatial de Mojave. Il dépasse Mach 5[19].
- 12 mars : Bell Textron remporte un contrat de 455 millions de dollars américains pour la vente de douze hélicoptères d'attaque Bell AH-1Z Viper (en) destiné à la force aérienne nigériane[20].
- 15 mars : l'Army Aviation Corps indien créer son premier escadron d'hélicoptères d'attaque AH-64 Apache à la base militaire de Nagtalao, au Rajasthan. Six hélicoptères devant être réceptionné à partir de mai seront exploités par le 451st Army Aviation Squadron (AH)[21].
- 22 mars : le démonstrateur d'avion civil supersonique Boom XB-1 effectue son premier vol depuis l'aéroport et port spatial de Mojave[22].
- 25 mars : retrait du service de l'hélicoptère d'attaque AgustaWestland Apache de l'Army Air Corps britannique. 50 sont reconstruit en la version AH-64E.

### Avril
- 3 avril : premier vol du drone de transport chinois HH-100 depuis la province de Shaanxi (bimoteur, 700 kg de charge utile)[23].
- 5 avril : retrait de l'avion d'attaque AMX International AMX de la force aérienne italienne ou il est entré en service en 1989[24].
- 16 avril : signature d'un contrat pour la cession de 24 chasseurs F-16A/B MLU de la force aérienne royale danoise à la force aérienne argentine pour 280 millions d'euros qui les recevra entre 2025 et 2028[25].
- 18 avril : le commandant en chef des Forces de défense du Kenya, Francis Omondi Ogolla, et neuf autres militaires meurent dans l'accident d'un hélicoptère Bell UH-1H Huey II[26], dans le comté d'Elgeyo-Marakwet (dans l'ancienne Vallée du Rift). Deux personnes ont survécu[27].
- 23 avril : un hélicoptère Eurocopter AS555SN Fennec et un AgustaWestland AW139 de la marine malaisienne entrent en collision lors d'une répétition pour un défilé aérien au-dessus de la base navale de Lumut, dans l'État de Perak. Les dix personnes à bord des deux appareils sont mortes[28].
- 25 avril : 
  - premier vol du girodyne Airbus Helicopters RACER, un démonstrateur technologique, depuis Marignane[29].
  - livraison des six premiers avions de combat Dassault Rafale à la Force aérienne croate sur la base aérienne de Zagreb[30]
- 26 avril : une série de tornades touche l’Iowa et le Nebraska faisant plusieurs blessés. L'aéroport Eppley d'Omaha est touché, quatre hangars et une trentaine d’avions légers, monomoteurs, bimoteurs et un jet Cirrus sont détruits[31].

### Mai
- 11 mai : cérémonie de retrait des MiG-21 croates[32].
- 15 mai : retrait du DC-8 Airborne Science Laboratory de la NASA. Il ne reste alors qu'un seul DC-8 en service. l'autre étant un avion-cargo utilisé par l'organisation caritative évangélique Samaritan's Purse[33].
- 19 mai : accident de l'hélicoptère d'Ebrahim Raïssi, Président de la république islamique d'Iran, entrainant sa mort et celle de huit autres personnes, près de Varzaqan[34].
- 20 mai : Saudia commande à Airbus 93 Airbus A321neo et 12 Airbus A320neo à livrer à partir de 2026. C'est la plus importante commande des 80 ans d'histoire de Saudia[35].

### Juin

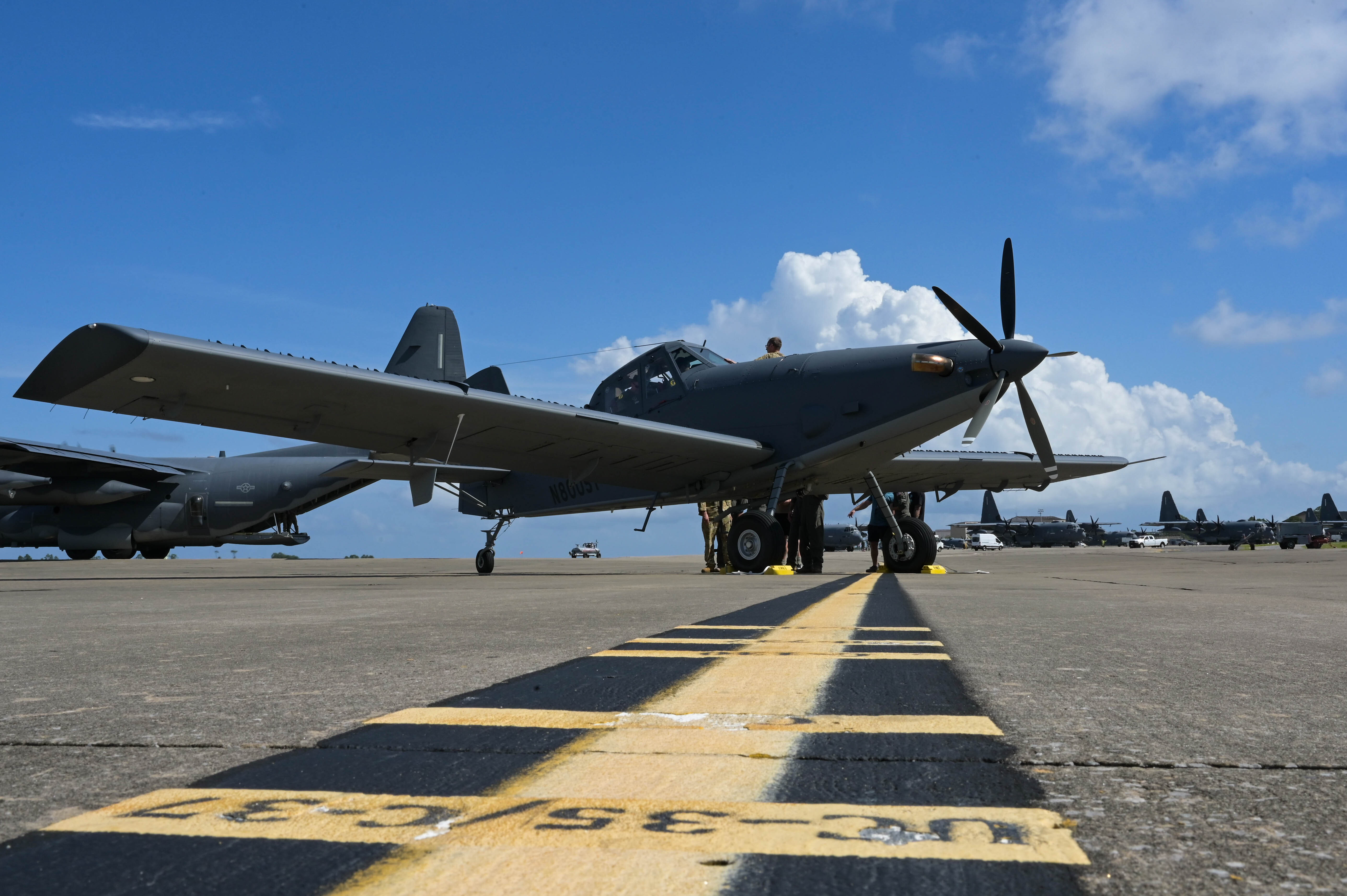
L'un des deux premiers AT-802U livrés en 2024 au Air Force Special Operations Command à Hurlburt Field pour servir d'entraînement pour la version armée OA-1K.

- 6 juin : le ministre de l'intérieur allemand passe commande de 38 hélicoptères H225, plus 6 options, pour la police fédérale allemande pour 1,9 milliard d'euros. Ils sont livrables de 2029 a 2036[36].
- 7 juin : cérémonie de retrait des F-4E Phantom II de la force aérienne sud-coréenne[37]
- 10 juin : un Dornier 228 de la force aérienne du Malawi effectuant une liaison de Lilongwe à Mzuzu avec à son bord le vice-président du Malawi Saulos Chilima et neufs autres personnes s'écrase dans la forêt de Chikangawa. Il n'y a pas de survivants[38].
- 18 juin : retrait du service de l'avion d'entraînement suédois Saab 105[39].
- 28 juin : livraison des deux premiers avion d'attaque légers Air Tractor-L3Harris AT-802U Skyraider II à l'United States Air Force.

### Juillet
- 12 juillet : un avion de ligne Soukhoi Superjet 100 de Gazprom Avia s'écrase dans une forêt non loin de la ville de Kolomna dans l'Oblast de Moscou lors d'un vol d'essai faisant suite à des travaux de réparation dans une usine de construction aéronautique à Lukhovitsy[40]. Les trois membres d'équipage à bord de l'appareil sont morts[41].
- 25 juillet : le gouvernement grec a officialisé sa décision d'acquérir 20 avions de chasse F-35A en signant une lettre d'offre et d'acceptation (LOA) dans le cadre d'une vente militaire étrangère du gouvernement américain.

### Août
- 9 août : un avion ATR 72-500 du vol Voepass Linhas Aéreas 2283 effectuant un vol intérieur au Brésil avec soixante-deux personnes à bord s'écrase sur un bâtiment résidentiel, près de São Paulo, au Brésil, aucun survivant n'est retrouvé dans l'avion[42].
- 11 août : dernier vol d'un hydravion Martin M-170 lorsque Hawaii Mars est livré au British Columbia Aviation Museum (en) sur l'aéroport international de Victoria[43].
- 13 août : accord définitif pour l'achat de 96 hélicoptères de combat AH-64E Apache destiné à la force terrestre polonaise pour un montant de plus de 9 milliards d'euros[44].

- 14 août : deux avions de chasse Dassault Rafale, un C et un B, de l'Escadron de transformation Rafale 3/4 Aquitaine de la base aérienne 113 Saint-Dizier-Robinson sont entrés en collision en vol dans le secteur de Colombey-les-Belles en Meurthe-et-Moselle. Le pilote du Rafale C s'est éjecté avant l'impact et est sain et sauf. L'épave du Rafale B a été retrouvée sur la commune d'Harmonville, l'instructeur et l'élève pilote qui se trouvaient à bord sont morts[45],[46].
- 15 au 24 août : le 32e championnat du monde de voltige aérienne - FAI World Aerobatic Championships - se déroulé à Zamosc, en Pologne. Le capitaine Florent Oddon, détenteur du titre et pilote au sein de l’équipe de voltige de l'armée de l'Air et de l'Espace, le remporte pour la deuxième fois[47]
- 15 août : un bombardier Tupolev Tu-22M3 de l'armée de l'air russe s'écrase à Mikhaïlovka (raïon de Mikhaïlovka, kraï du Primorié). Les quatre membres d'équipage sont hospitalisés. Un meurt le lendemain de ses blessures[48].
- 16 août : dernier vol d'un avion de transport Antonov An-22 de l'armée de l'air russe. Cet exemplaire doit être exposé dans un musée de Verkhniaïa Pychma[49].
- 19 août : livraison du dernier des 23 hélicoptères Sikorsky VH-92 Patriot (en) et vol inaugural d'un des 21 exemplaires du HMX-1 en tant que Marine One lorsqu'il transporte Joe Biden de l'Aéroport international O'Hare de Chicago a Soldier Field pour la convention nationale du parti démocrate de 2024[50].
- 26 août : 
  - Embraer annonce que la Force aérienne uruguayenne acquiers un maximum de 6 avions d'attaque turbopropulseurs Embraer EMB 314 livrable en 2025. Il s'agit de son premier achat d'avions de combat depuis 1981[51].
  - un avion de chasse General Dynamics F-16AM Fighting Falcon de la force aérienne ukrainienne s’écrase durant une mission d’interception entrainant la mort de son pilote. On allègue un tir ami de la part d'un missile sol-air MIM-104 Patriot. Le commandant de l'armée de l'air ukrainienne Mikola Olechtchouk est limogé le 30 aout[52].
  - Avions de transport régional livre son 1 700e appareil, tous modèles confondus, depuis le début du programme. Il s'agit d'un ATR 72-600[53].
- 27 août : réception du premier avion de guerre électronique EA-37B Compass Call par l'USAF[54].
- 29 août  : 
  - le ministre serbe de la Défense signe un contrat pour l’acquisition de 12 avions de combat Dassault Rafale (9 monoplaces et 3 biplaces). Le montant de cette commande s’éleve à environ 2,7 milliards d’euros[55] ;
  - un missile Pantsir des forces irakiennes abat un drone turc TAI Aksungur près de Kirkouk[56].
  - premier vol du drone de combat optionnellement piloté Model 437 Vanguard de Northrop Grumman et Scaled Composites depuis l'aéroport et port spatial de Mojave[57].
- 31 août : un hélicoptère Mil Mi-8T, transportant 22 personnes, 3 membres d’équipage et 19 touristes, de la compagnie russe Vityaz-Aero disparaît en survolant le volcan Vachkazhets dans le raïon de Ielizovo au Kamtchatka[58].

### Septembre
- 4 septembre : réactivation de la base aérienne 921 Taverny qui en juillet 2011 fut transformée en « élément air rattaché » à la base aérienne 110 Creil. Elle redevient le quartier général des Forces aériennes stratégiques[59].
- 8 septembre : un hélicoptère Bell UH-1H de la Force aérienne salvadorienne s'écrase à Pasaquina au Salvador. Les neufs à bord dont le directeur de la police nationale civile, quatre autres policiers, trois militaires, un directeur de banque accusé de détournement de fonds et un journaliste, sont morts[60].
- 13 septembre : une section de l'Association internationale des machinistes et des travailleurs et travailleuses de l’aérospatiale entame une grève dans les usines de Boeing de l'état de Washington[61].
- 26 septembre : retrait du McDonnell Douglas KC-10 Extender de l'USAF[62]
- 27 septembre : retrait des F-16 de la Force aérienne royale néerlandaise[63].

### Octobre
- 6 octobre : un drone de combat Soukhoï S-70 Okhotnik-B est abattu par un avion de chasse russe avec un missile air-air a une quinzaine de km derrière les lignes de front ukrainiennes à Kostiantynivka[64].
- 11 octobre : le ballon stratosphérique de l'entreprise française Zephalto réussi un vol d'essai habité avec la capsule pressurisée Céleste[65].
- 16 octobre : des bombardiers Northrop B-2 de l'USAF sont employés pour détruire 5 installations souterraines de stockage d'armes Houthi, dans le cadre d'une opération de l'USAF et de l'US Navy au Yémen, durant la crise de la mer Rouge[66].
- 21 octobre : la compagnie aérienne égyptienne FlyEgypt essaie de se mettre en faillite [67]. Mais l'Autorité de l’aviation civile égyptienne refuse le 1sa liquidation tant que ses dettes ne sont pas réglées[68].
- 22 octobre : les Forces de soutien rapide abattent au nord du Darfour un avion de transport Iliouchine Il-76 tuant l'équipage de 5 personnes dont 2 Russes dont un trafiquant d'armes et 3 officiers Soudanais dans le cadre de la guerre civile soudanaise. Les circonstances restent floues au 25 octobre, l'appareil appartenait la compagnie kirghize New Way Cargo participant à un pont aérien des Émirats Arabes Unis ravitaillant cette faction mais la compagnie déclare que le contrat de location s'est terminé en janvier 2024[69]. Il semble que depuis il opérait pour les forces armées soudanaises.
- 24 octobre : 
  - un hélicoptère Sikorsky S-76C+, exploité par East Wind Aviation et affrété par la Nigerian National Petroleum Corporation, s'écrase au large de Port Harcourt dans le Golfe de Guinée alors qu'il se dirigeait vers une unité flottante de production, de stockage et de déchargement. Les huit personnes à bord sont mortes[70].
  - livraison du premier hélicoptère Eurocopter EC665 Tigre porté à la version HAD Mk 2 l'armée française[71].

### Novembre
- 5 novembre : 
  - fin de la grève touchant les usines Boeing de Seattle[72].
  - contrat pour la livraison de 12 hélicoptères Airbus Helicopters H225M Caracal à la force aérienne royale néerlandaise à partir de 2030[73].
  - premier accident mortel d'un avion d'affaires Honda HA-420 HondaJet lorsqu'un appareil rate son décollage depuis l'aéroport de Mesa-Falcon Field à Phoenix (Arizona). Il percute un tout-terrain de loisir en sortant de la piste causant la mort de quatre de ces occupants et du chauffeur du SUV. Le pilote est grièvement blessé[74].
- 12 novembre : le démonstrateur d'avion spatial néo-zélandais Dawn Mk-II Aurora franchit pour la première fois le mur du son. Il devient le premier aéronef de conception néo-zélandaise supersonique.
- 18 novembre : la compagnie aérienne américaine à bas cout Spirit Airlines son dépôt de bilan et se place sous la protection du chapitre 11 de la loi sur les faillites des États-Unis[75].
- 20 novembre : l'avion d'alerte précoce et de contrôle aéroporté chinois Xi’an KJ-3000 effectue son premier vol[76].
- 21 novembre : le gouvernement de la Roumanie signe un contrat pour l'achat de 32 avions de combat furtifs F-35A estimé a 6,1 milliards d'euros. Il devient le 20e client de cet avion. Livraison annoncé à partir de 2030[77].
- 25 novembre : un avion-cargo Boeing 737-400 de la compagnie espagnole Swiftair affrété par DHL s'écrase lors de son approche pour atterrir à l'aéroport international de Vilnius. Un membre de l’équipage est mort et une maison a été incendiée[78].

### Décembre
- 3 décembre : premier vol de l'Integral E, version 100 % électrique de l’aviation de voltige biplace d’Aura Aero, à l'aéroport de Toulouse-Francazal. Il s'agit du premier avion électrique français[79].
- 12 décembre : Korean Air annonce avoir acquis une participation majoritaire dans Asiana Airlines pour l'équivalent de 1,05 milliard de dollars. Il est prévu qu'Asiana devienne une filiale de Korean Air[80]
- 22 décembre : 
  - un avion privé Piper Cheyenne 400 s'écrase dans une zone commerciale de la ville de Gramado au Brésil. Les dix membres d'une même famille à bord périssent et dix-sept autres personnes ont été blessées au sol, dont deux grièvement[81].
  - durant la crise de la mer Rouge, le croiseur USS Gettysburg (CG-64) de la classe Ticonderoga en mer Rouge, « a tiré par erreur […] et touché » un avion de combat Boeing F/A-18E/F Super Hornet du VFA-11 à qui avait décollé du porte-avions USS Harry S. Truman (CVN-75). Les deux pilotes ont survécu.
- 25 décembre : un avion de ligne Embraer 190 effectuant le vol 8243 des Azerbaijan Airlines, après avoir été pris pour cible par un missile sol-air russe, s'écrase lors d'un atterrissage d'urgence près de la ville d'Aktaou dans le Kazakhstan avec 67 personnes à bord. Un bilan provisoire fait état de 32 survivants[82].
- 26 décembre : 
  - premier vol du démonstrateur d'avion de chasse de sixième génération chinois « Baidi » (Empereur Blanc) Type B[83]. Sa désignation spéculative par les médias est Chengdu J-36.
  - Volocopter dépose une procédure d'insolvabilité auprès du tribunal de Karlsruhe[84]
- 27 décembre : Les autorités italiennes donne l'autorisation au rachat du groupe Piaggio Aerospace, qui était depuis six ans sous tutelle de l'État car en difficultés financières, par le groupe turc Baykar.
- 28 décembre : retrait des North American OV-10 Bronco de la Force aérienne philippine, la dernière force aérienne les employant[85]
- 29 décembre : un Boeing 737-800 effectuant le vol Jeju Air 2216 s'écrase contre un talus à l'aéroport international de Muan, en Corée du Sud, avec 181 personnes à bord, faisant 179 morts et en blessant deux autres. C'est l'accident aérien le plus mortel de l'histoire de la Corée du Sud[86].
- 30 décembre : 
  - premier vol de l'avion d'entraînement turc TAI Hürkuş-II[87].
  - la compagnie aérienne de Floride Silver Airways dépose une demande de mise en faillite sous le Chapitre 11 de la loi sur les faillites des États-Unis. La société prévoit de poursuivre ses activités tout au long de la procédure et de sortir de la faillite d'ici le premier trimestre 2025[88].

## Généralités
Au total, 302 personnes sont mortes en 2024 lors d'une catastrophe aérienne (hors charters, aviation d'affaires et aviation militaire). Ce qui en fait le bilan le plus lourd depuis 2018 (518 morts).
Airbus a livré 766 avions commerciaux à 86 clients en 2024. L'activité avions commerciaux a enregistré 878 nouvelles commandes brutes. Le carnet de commandes d'Airbus, à la fin de l'année 2024 s'élevait à 8658 avions.
Boeing livre, en 2024, 348 avions de transport. 265 Boeing 737 - dont 260 de la série du MAX, son avion le plus vendu -, ainsi que 51 Boeing 787 Dreamliner, dix-huit 767 en version fret et quatorze gros-porteurs 777. Elle obtient 569 commandes brutes et 317 nettes d'annulations et de conversions diverses.
Lockheed Martin a livré 110 avions de chasse Lockheed Martin F-35 Lightning II en 2024.
Dassault aviation livre, en 2024, 21 Dassault Rafale, 30 sont commandés portant le carnet de commande à 220 le 41 décembre 2024. 31 avions d'affaires Falcon sont livrés, 26 commandés portant le carnet de commande à 79[réf. à confirmer].
Embraer livre 206 unités. 73 avions commerciaux, trois avions de transport tactique C-390 Millenium et 130 jets d'affaires.
Piper Aircraft livre 291 avions en 2024 dont 46 Piper M700 Fury.
Pilatus livre 153 avions. Pour 2024, elle a des ventes totales pour un montant de 1,633 milliard de francs suisses, un EBIT de 243 millions de francs suisses et des commandes d'une valeur de 2,193 milliards de francs suisses. 96 PC-12 NGX, 51 PC-24 et 6 PC-21 sont vendus.
Daher Aircraft livre 82 avions. 56 TBM 960, 15 Kodiak 100, 11 Kodiak 900.
Airbus Helicopters livre 361 hélicoptères (58 Super Puma, 155 H125 et 47 H130 de la famille Écureuil, 114 H145) et enregistré 455 commandes brutes (450 compte tenu des annulations ou modifications) en 2024.